# LaMarcus Adna Thompson

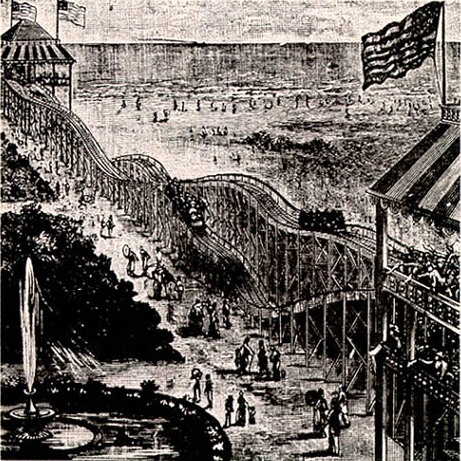
Thompsons Gravity Pleasure Switch Back Railway 1884

LaMarcus Adna Thompson (* 8. März 1848 in Jersey, Ohio; † 8. Mai 1919 in Glen Cove, New York) ist bekannt für seine Pionierarbeit im Bau von Achterbahnen und wird manchmal auch Father of Gravity (deutsch: „Vater der Schwerkraft“) genannt. Zu seinem Lebenswerk gehören beinahe 30 Patente zur Achterbahntechnik und dutzende Bahnen hauptsächlich in den USA. Manchmal wird Thompson fälschlicherweise auch das erste Patent auf eine Achterbahn zugeschrieben, John G. Taylor patentierte allerdings bereits 1872 einen Inclined Railway (wörtlich „schiefe Eisenbahn“).
Seine Bahn Switchback Railway wurde 1884 auf Coney Island als erste Schwerkraft-betriebene Achterbahn der USA eingeweiht. Vorbild dieser Anlage war der Mauch Chunk Switchback Railway, eine zur Vergnügung zweckentfremdete Kohleminenbahn im heutigen Jim Thorpe (Pennsylvania), welche Thompson einige Jahre zuvor gefahren war.
Die Fahrt des 1887 eröffneten Orient Scenic Railway war mit 10 km/h zwar eher gemächlich, dafür war die Bahn mit Lichteffekten und einer künstlichen Szenerie ausgestattet. Dies wurde später Vorbild für weitere Scenic Railways und auch moderne Bahnen.
Im Jahr 1895 gründete Thompson die L.A. Thompson Scenic Railway Company.
In Europa stammen mindestens vier Bahnen von Thompson: Hochschaubahn und Luna-Bahn im Wiener Wurstelprater, Scenic Railway in Blackpool Pleasure Beach und Rutschebanen im Tivoli Kopenhagen.